# Polynemus
Polynemus és un gènere de peixos pertanyent a la família dels polinèmids.

## Taxonomia
- Polynemus aquilonaris (Motomura, 2003)
- Polynemus bidentatus (Motomura & Tsukawaki, 2006)
- Polynemus dubius (Bleeker, 1854)
- Polynemus hornadayi (Myers, 1936).
- Polynemus kapuasensis (Motomura i Van Oijen, 2003)
- Polynemus melanochir (Valenciennes, 1831)
  - Polynemus melanochir dulcis (Motomura & Sabaj Pérez, 2002)
  - Polynemus melanochir melanochir (Valenciennes, 1831)
- Polynemus multifilis (Temminck i Schlegel, 1843)[2]
- Polynemus paradiseus (Linnaeus, 1758)[3][4][5][6][7][8]